# Carlo Lenci
Carlo Lenci (Viareggio, Provincia de Lucca, Italia, 15 de julio de 1928) es un exfutbolista italiano. Se desempeñaba en la posición de centrocampista.

## Clubes
| Club              | País   | Año         |
| ----------------- | ------ | ----------- |
| Forte dei Marmi   | Italia | 1946 - 1947 |
| Juventus F. C.    | Italia | 1947 - 1948 |
| A. C. Legnano     | Italia | 1948 - 1949 |
| Lucchese Libertas | Italia | 1949 - 1950 |
| U. S. Cremonese   | Italia | 1950 - 1951 |
| A. C. Pisa        | Italia | 1951 - 1952 |
| A. C. Monza       | Italia | 1952 - 1953 |
| Empoli F. C.      | Italia | 1953 - 1954 |
| U. S. Lecce       | Italia | 1954 - 1956 |
| A. C. Arezzo      | Italia | 1956 - 1957 |